# Ллойд, Люси
Люси Кэтрин Ллойд (англ. Lucy Catherine Lloyd; 7 ноября 1834[…], Норбери, Стаффордшир — 31 августа 1914[…], Моубрей, Западно-Капская провинция) — британский антрополог. Ллойд и Вильгельм Блик на более чем 12 000 страницах задокументировали язык, ритуалы и фольклор коренных жителей Южной Африки: цъхам и къхунг во второй половине XIX века.

## Биография

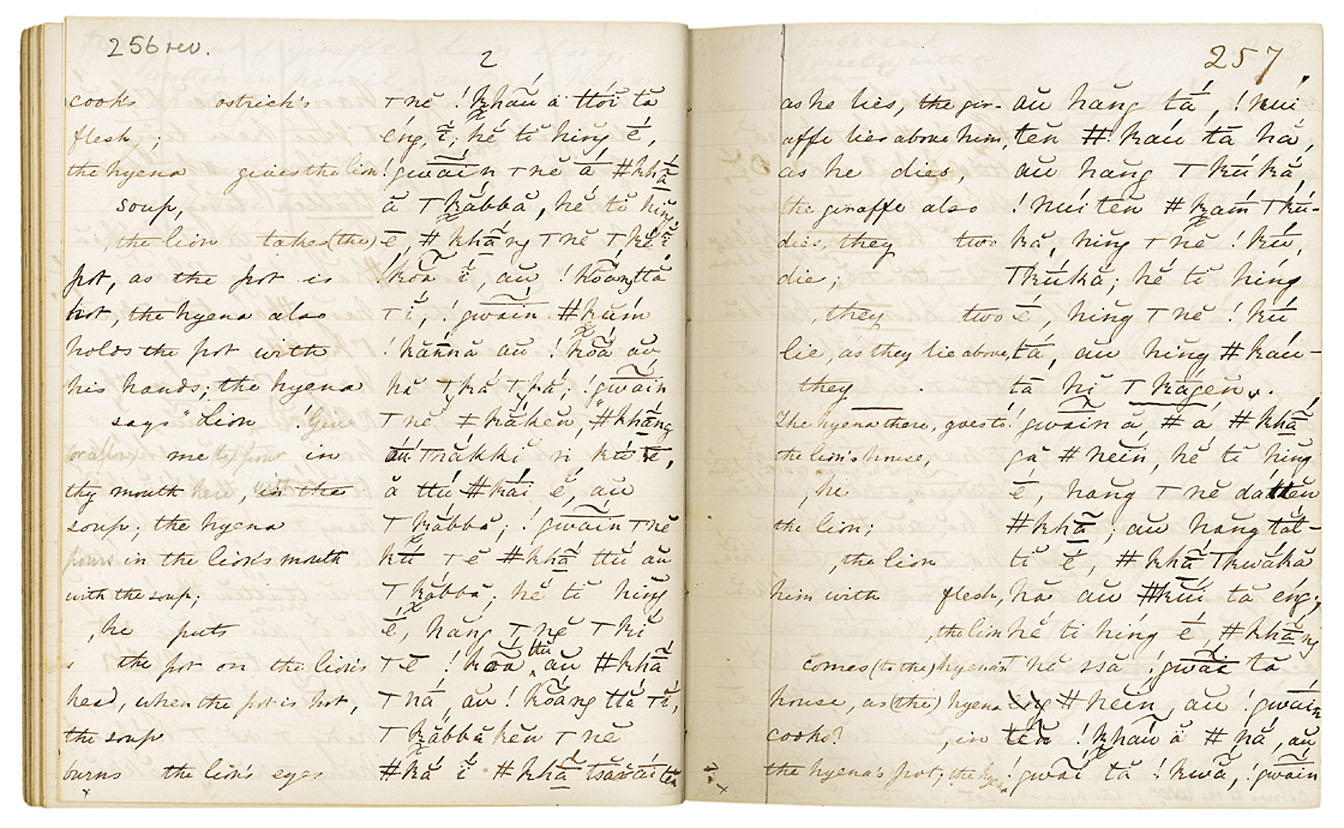
Тетрадь Люси Ллойд с фольклорным текстом, записанным от бушмена цъхам в 1871 году

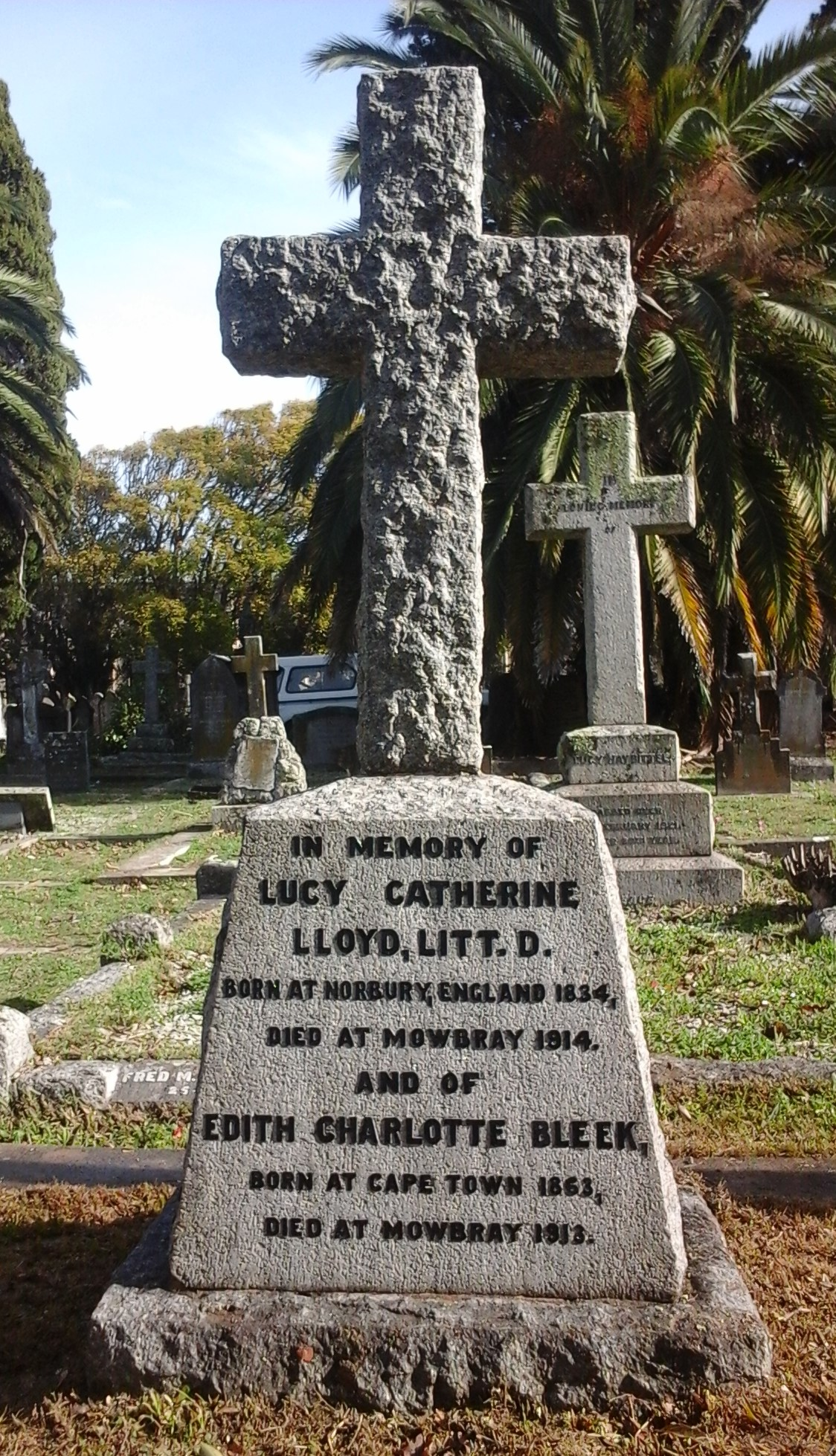
Могила Люси Ллойд в Моубрей

Родилась 7 ноября 1834 году в Норбери, на юге Лондона, столице Англии. Была второй по старшинству дочерью англиканского священника Уильяма Ллойда (William Henry Cynric Lloyd; 1802—1881) и его первой жены Люси Энн Джеффрис (Lucy Anne Jeffreys). Мать умерла в 1843 году.
После смерти матери она и три её сестры переехали жить к своей тете по материнской линии, Кэролайн Дандас (Caroline Dundas), и получили частное образование.
В 1849 году англиканский епископ Кейптауна Роберт Грей назначил Уильяма Ллойда колониальным капелланом в колонии Наталь в Южной Африке. Люси Ллойд переехала с отцом, его второй женой и их семьей в город Дурбан. В 1869 году Уильям Ллойд стал архидиаконом Дурбана.
Затем Люси последовала за своей сестрой, Джемаймой (Jemima Charlotte Bleek; 1837—1909) в Кейптаун. Джемайма была невестой лингвиста Вильгельма Блика, основателя «семейной» традиции бушменоведения. 
Джемайма в 1862 году вышла замуж за Блика. В том же году Блик назначен куратором коллекции Грея (Grey Collection) в Кейптаунской публичной библиотеке. Люси Ллойд жила с Бликами в Кейптауне. Люси Ллойд стала ученицей и неизменной помощницей Блика, которому приходилась свояченицей. Блик был уже признанным лингвистом. С 1870 года Ллойд помогала Блику записывать беседы с бушменами цъхам, заключёнными в кейптаунской тюрьме «Брекватер» (Breakwater Prison), работавшими на волноломе (брекватере) гавани. После смерти Блика в 1875 году Люси Ллойд попросили взять на себя некоторые из его обязанностей в коллекции Грея. Также Люси Ллойд продолжила труды Блика в области бушменских языков и фольклора. До 1884 года Люси Ллойд занималась изучением бушменов цъхам. В 1879–1882 гг. Люси Ллойд занималась изучением бушменов къхунг. Доротея Блик — дочь Вильгельма Блика и племянница Люси Ллойд продолжила труды Блика и Ллойд в области бушменских языков и фольклора. Вместе они на более чем 12 000 страницах задокументировали язык, ритуалы и фольклор бушменов цъхам и къхунг (сейчас The Digital Bleek and Lloyd).
Часть фольклорных текстов, записанных Бликом и Ллойд в 1870—1884 гг. от капских бушменов, была опубликована (на бушменском и английском языках) Люси Ллойд в 1911 году в книге Specimens of Bushman folklore. Публикация этого материала была продолжена в 1923 году, уже после смерти Люси Ллойд Доротеей Блик. В 1924 году Доротея Блик опубликовала сборник текстов цъхам, посвященный фигуре мифологии бушменов — мифологическому трикстеру Цагну, которого представляют в виде обыкновенного богомола (Mantis religiosa), в книге The Mantis and his friends. В 1935 году Доротея Блик опубликовала материалы Люси Ллойд по фольклору бушменов къхунг.
Как пишет фольклорист Никита Петров:
Заслуга этих исследователей и собирателей заключается прежде всего в фиксации редчайших фольклорных текстов /кам. Их записи принадлежат к числу ранних, тексты богаты на детали и подробности. Шесть информантов /кам — бушмены-заключенные (осужденные за вынужденную кражу скота, за столкновения с европейскими фермерами, согнавшими аборигенов с их исконных земель), с которыми в течение 14 лет работали В. Блик и Л. Ллойд, дали уникальнейший материал для понимания мифологических воззрений народа, практически исчезнувшего с лица земли.
Люси Ллойд оказалась «очень способной»; она стала самостоятельным известным антропологическим исследователем и ведущей фигурой среди южноафриканских фольклористов. Люси Ллойд сыграла ведущую роль в основании Southern African Folklore Society и журнала Southern African Journal for Folklore в 1879 году.
В 1880-х годах она уехала в Англию и жила там и на континенте около 20 лет, но вернулась в Кейптаун через несколько лет после англо-бурской войны.
В 1913 году получила почётную степень доктора (honoris causa) филологических наук (Litt.D.) университета мыса Доброй надежды (будущего Unisa). Стала первой женщиной в Южной Африке, удостоенной звания почётного доктора.
Умерла 31 августа 1914 года, в возрасте 79 лет в Моубрей, южном предместье Кейптауна. Похоронена на кладбище в Винберге, южном предместье Кейптауна в одной могиле со старшей племянницей Эдит Блик (Edith Charlotte Bleek; 1863—1913).

## Архив Блика и Ллойд
Архив Блика и Ллойд включает 114 тетрадей Люси Ллойд (цъхам), 13 тетрадей Ллойд (къхунг) и 28 тетрадей Блика (цъхам), подлинники которых хранятся в Национальной библиотеке ЮАР, Южноафриканском изико-музее, Кейптаунском университете (UCT) и Университете Южной Африки (UNISA). Также архив включает одну тетрадь (къора и къхунг) Джемаймы Блик и четыре тетради Ллойд (къора) из коллекции Л. Ф. Майнгарда (Louis Fernand Maingard; 1884—1968) в библиотеке UNISA, а также 32 тетради Доротеи Блик. Также в архив входит Словарь цъхам Блика и Люси Ллойд. Архив был отсканирован и ныне известен как The Digital Bleek and Lloyd, бесценный ресурс для лингвистов, работающих с койсанскими языками. Проект финансируют Фонд Эндрю Меллона и компания De Beers, крупнейший в мире производитель и продавец алмазов.
В 1996 году создан LLAREC (The Lucy Lloyd Archive, Resource and Exhibition Centre), являющийся частью Центра хранения архивов UCT. Директором Центра хранения архивов является профессор Пиппа Скотнес (Pippa Skotnes; род. 1957). В 2007 году Пиппа Скотнес опубликовала книгу Claim to the Country: the Archive of Wilhelm Bleek and Lucy Lloyd.